# Bdelyrus iquitosensis
Bdelyrus iquitosensis är en skalbaggsart som beskrevs av Cook 2000. Bdelyrus iquitosensis ingår i släktet Bdelyrus och familjen bladhorningar. Inga underarter finns listade.